# Inter-Services Intelligence
Inter-Services Intelligence (formellt The Directorate for Inter-Services Intelligence), förkortat ISI, är Pakistans underrättelsetjänst. ISI skapades år 1948 och har sitt högkvarter i Islamabad.